# Ole Fogh Kirkeby
Ole Fogh Kirkeby (født 9. februar 1947) er en dansk filosof, ledelsesteoretiker og forfatter, og professor emeritus ved CBS. Han er mag.art. i idéhistorie og dr.phil. i filosofi.

## Historie
Han arbejdede på RUC fra 1973 som adjunktvikar i videnskabsteori og siden som kandidatstipendiat i forholdet mellem teknologi og økonomi. De første ti år her, indtil han forlod RUC, blev brugt til at arbejde med Karl Marx' historiefilosofi og hans økonomiske teori. I 1981 udgav han bogen Marxismen som økonomisk videnskab, der viste begrænsningerne i Marx' begrebsapparat i forhold til en diagnose og forklaring af den moderne samfundsvirkelighed; og i 1983 Teknologi og kontrol, der kritiserede Marx og marxismens optimistiske syn på teknologien.
Igennem firserne arbejde Kirkeby med kognitionsvidenskab og kunstig intelligens og skrev nogle af de første bøger på dansk. Dette projekt stillede jo uundgåeligt spørgsmålet om forskellen mellem mennesket og maskinen - og lagde derfor op til filosofiske overvejelser. Disse kom til at forme resten af Kirkebys liv, både som teoretisk og praktisk filosofi koncentreret omkring begivenheden, og som meta-filosofi i forhold til ledelse og kunst.
Kirkebys første store filosofiske projekt var doktorafhandlingen fra 1994, Begivenhed og krops-tanke. En fænomenologisk-hermeneutisk analyse. Udgangspunktet var, at bevidstheden kan betragtes som en tekst. Afhandlingen vakte opsigt i Danmark.
I årene efter disputatsen skrev Kirkeby en række filosofiske værker med fokus på sprogets rolle i erkendelsen, og parallelt med dem begyndte han at udvikle en humanistisk ledelsesfilosofi. Dette skete samtidig med, at han blev professor i ledelsesfilosofi ved CBS. Bøgerne Ledelsesfilosofi. Et Radikalt Normativt Perspektiv fra 1997, Organisationsfilosofi fra 2001 og Det nye lederskab fra 2004 blev bestsellere.
I det første årti af 2000 skrev Kirkeby en trilogi om begivenheden, med fokus på dennes ontologi, på æstetikken og på selvet. Se nærmere herunder. Spændingen mellem begivenhedens tilblivelse, det processuelle, betydningens begivenhed, på den ene side, og navngivning af det skete, begivenhedens betydning, på den anden, står i centrum af alle tre bøger. Her skrev han også to bind filosofiske fortællinger og en aforismesamling.
Hans væsentligste indsatsområde i dag og gennem de sidste tyve år er den græske dialogform ”protreptikken”, som har til formål at vende et menneske, og specifikt en leder, mod de væsentlige værdier i sit liv. Kirkebys udvikling af protreptikken er dog kendetegnet ved et nyt fokus på etymologien, på ordenes historiske forankring i krop og bevidsthed.
I 2021 udgav han bogen: Hvad kan filosofi? Heri opridser Fogh Kirkeby sin opfattelse at, hvordan filosofien kan anvendes til at gentænke de sociale relationer mellem mennesker, når covid-19 pandemien er overvundet.
Personlige data: Gift med Lone Kirkeby, 1971-1983. Børn: Kristian Kirkeby (1975) og Anders Per Kirkeby (1980). Gift med Anette Kirkeby 1995. Børn: Bernhard Kirkeby (1996) og Ludvig Kirkeby (2002).

## Ledelsesfilosofien og Protreptikken
Kirkeby har bidraget til ændringen af ledelsesdiskursen i Danmark, først med bogen Ledelsesfilosofi - et radikalt normativt perspektiv (1997), der er kommet i mange oplag og oversat til svensk. Her udvikler Kirkeby sin første teori om lederdyder, hvor en dyd er den måde, hvorpå et menneske gør værdier til en forpligtende del af sin egen måde at erfare og handle på i begivenheder.
Lederen er forpligtet overfor fællesskabet og må til enhver tid kunne begrunde sin ret til at lede. Dette perspektiv udvikles videre i Organisationsfilosofi. En studie i liminalitet (2001), hvor organisatorisk udvikling og kollektive, sociale dyder står i centrum og i bestselleren Det Nye Lederskab fra 2005.
I de sidste 15 år har Kirkeby arbejdet med at give den klassiske, græske ledelsesdisciplin protreptikken et nyt ansigt.
Protreptikken handlede - og handler - om at vende lederen mod sig selv, den kaldtes ”at mildne tyrannen”, ”kongevejen” eller ”fyrstespejlet”, og var grundlaget for de næste to tusinde års ledelsesrådgiving, formynderskab og mentoring. Den indgik afgørende i naturretstraditionen og i skabelsen af retsstaten. Protreptikken har været glemt siden 1800-tallets sidste del, hvor demokratiernes udvikling begyndte at gøre det muligt at styre lederen uden at måtte appellere til hans moral.
Kirkeby sætter ordet, dets etymologi og dets basis i værdierne i centrum af den protreptiske samtale. Samtalen indledes med, at protreptikeren spørger den anden, han samtaler med, hvad hun forstår ved et givent ord. Dette ord har en åbenlys forbindelse til vores system af værdier, motiver og kriterier.
Ordet henviser til værdier, der er anonyme, de tilhører enhver, men netop derfor gælder det paradoksalt nok, at vores forhold til værdierne fortæller os selv, hvem vi er. I langt højere grad end vor konstruerede selvfortælling.
Protreptikken ansporer og opmuntrer den anden til at tage sin egen indre dialog alvorligt med henblik både at forankre sig i sine værdier og forvandle sit liv i deres billeder.
Protreptikken bruges i stigende grad og omfang som ledelsespraksis i både offentlige organisationer og i det private erhvervsliv. Dens hovedformål er at gøre ledere og medarbejdere bevidste på deres værdier, således at ledelse for alvor bliver et socialt projekt bundet til ansvarsfuldhed.
Den opgave at tilskynde det enkelte menneske, uanset profession, til at befri sig selv gennem selvindsigt, er et hovedformål for Kirkeby med protreptikken. Den kommer dermed tæt på individuel terapi. Kirkeby arbejder i den sammenhæng bl.a. sammen med Veteranindsats Fyn for at at støtte veteraner med særlige udfordringer. Han er dean ved lederuddannelsen og dannelsesskolen Leith.
Protreptikken er velegnet til at formulere vores menneskelige forpligtelser. Kirkeby var i den sammenhæng medlem af bestyrelsen for Chora Connection, en institution baseret på fondsmidler fra Velux og Villum fondene med det formål at oplyse om, og motivere til, aktion for bæredygtighed og resiliens.
Kirkebys protreptiske værker er:
- Begivenhedsledelse og handlekraft (2006)
- Protreptik. Filosofisk coaching i ledelse” (med T. Dam et al) (2008)
- The New Protreptic. The Concept and the Art (2009)
- Protreptik – selvindsigt og samtalepraksis (2015)
- Ordet er sjælens spejl. Samtaler der befrier. Gyldendal (2017).

## Kunst og lederskab
I 2003 grundlagde Kirkeby "The Centre for Art & Leadership" ved Copenhagen Business School i samarbejde med dirigenten Peter Hanke. Formålet var at vise ledere - gennem kunstens genrer - at lederskab er en kunst.
Kirkeby har også selv skrevet skønlitteratur og skuespil, f.eks. de filosofiske fortællinger Filosofiske Fortællinger (2004) og Flere filosofiske fortællinger (2008).

## Udgivelser
Bøger på dansk
- Hvad kan protreptik 2024
- At være Herre i eget hus - om ondskaben, døden, protreptikken og visdommen 2023.
- Ole Fogh Kirkeby & Ole S. Rasmussen: Velvilje - ledelse og filosofi mod stress 2021.
- Hvad kan filosofi? Content Publishing Aps 2021
- Robusthed, skrøbelighed og det generøse lederskab. Gyldendal 2017.
- Ordet er sjælens spejl. Samtaler der befrier. Gyldendal 2017.
- Protreptik - selvindsigt og samtalepraksis. København: Samfundslitteratur 2015 (udkommer december). 344p.
- Menneske og leder - bliv den du er. Sammen med Poula Helth. Ny udgave. København: Akademisk Forlag 2015. 208p.
- Eventologien- begivenhedsfilosofiens indhold og konsekvenser. København: Samfundslitteratur 2013. 216p.
- Hvem er jeg? - om sjælens billeder - en lille bog om det, man måske kan vide om sig selv. København: Gyldendal 2013. 234p.
- Den frie organisation. Balancen mellem passion og storsind. Gyldendal 2009
- ”Protreptik. Filosofisk coaching i ledelse”. Samfundslitteratur, 2008.
- Selvet sker. Bevidsthedens begivenhed. Samfundslitteratur 2008.
- Flere filosofiske fortællinger. København: Lindhardt & Ringhof 2008.
- "Filosofi, kunst og lederskab - samtaler med Ole Fogh Kirkeby" af Finn Janning, Samfundslitteratur, 2007
- “Skønheden sker. Begivenhedens æstetik .København: Samfundslitteratur 2007.
- “Menneske og leder. Bliv den du er.” med Poula Helth. København: Børsens Forlag 2007.
- Filosofiske fiksérbilleder. København: Lindhardt & Ringhof 2006.
- Begivenhedsledelse og handlekraft. København: Børsens Forlag 2006.
- “Fusionsledelse – en huspostil for strukturreformensledere” med Lars Goldschmidt, København: Børsens Forlag, 2005.
- “Eventum Tantum – Begivenhedens ethos”. København: Samfundslitteratur, 2005.
- ”Filosofiske Fortællinger”. København: Lindhardt & Ringhof, 2004.
- ”Det Nye Lederskab”. København: Børsens Forlag, 2004.
- ”Loyalitet. Udfordringen for ledere og medarbejdere”, København: Samfundslitteratur, 2002.
- “Organisationsfilosofi. En studie i liminalitet”, København: Samfundslitteratur, 2001.
- “Secunda philosophia”, København: Samfundslitteratur, 1999.
- ”Om Betydning. Tetragrammatonske Refleksioner”, København: Handelshøjskolens Forlag, 1998).
- ”Ledelsesfilosofi. Et Radikalt Normativt Perspektiv” København: Samfundslitteratur, 1997.
- ”Selvnødighedens filosofi”. Århus: Modtryk, 1996.
- ”Ordenes tid. Fragmenter til en sirlig filosofi”, København: Det lille Forlag, 1996.
- ”Begivenhed og krops-tanke. En fænomenologisk- hermeneutisk analyse”, Århus: Modtryk, 1994, (Doktorafhandling).
- “Verden, ord og tanke. Sprogfilosofi og fænomenologi”, København: Handelshøjskolens Forlag 1994.

Bøger på engelsk
- The New Protreptic. The Concept and the Art. Copenhagen: CBS Press 2009.
- The Virtue of Leadership. Copenhagen: CBS Press 2007.
- Management Philosophy. A Radical-Normative Perspective. Heidelberg and New York: Springer Verlag 2000.

Artikler på engelsk
- “Some Reflections on the Origin of Reason Through an Outline of the Genealogy of Language in the Light of Homonymity, Analogy, and Metaphor.” Trykt I Springer International Publishing Switzerland. A. Capone, J. L. Mey (eds.), Interdisciplinary Studies in Pragmatics, Culture and Society, Perspectives in Pragmatics, Philosophy & Psychology 4, 2015.
- Phronesis as the sense of the event. International Yearbook of Action rsearch. 5(1), 2009.
- Management Philosophy. The Sage Handbook of New Approaches in Management and Organization Studies.. 2008.London.
- Leadership as a Possible Mode of existence." in Consulting the Nordic Way, (Oslo: Cappelen Akademisk Forlag, 2005)
- The eventum tantum. To make the world worthy of what could happen to it" In Ephemera,Critical Dialoques on Organisations . 26 p. Oct. 2004. ISSN 1473-2866
- "Loyalty and the Sense of Place". In Spiritual and Ethics in Management , edt. L. Zolnay. (Kluwer, Dordrecht, 2004)
- "The Greeek Square, or The Normative challenge of Aesthetics" Ephemera, Critical Dialogues on Organisations ISSN 1473-2866. 22 p. Nov. 2003.